# Uvarovia shelfordi
Uvarovia shelfordi är en insektsart som beskrevs av Bolívar, C. 1931. Uvarovia shelfordi ingår i släktet Uvarovia och familjen Chorotypidae.

## Underarter
Arten delas in i följande underarter:
- U. s. siebersi
- U. s. shelfordi